# 소피슈테시

소피슈테 시의 위치

소피슈테시(마케도니아어: Општина Сопиште)는 마케도니아 공화국 북부에 위치한 지방 자치체로 행정 중심지는 소피슈테이며 면적은 222.1km2, 인구는 5,656명(2002년 기준)이다. 북쪽으로는 스코페, 서쪽으로는 젤리노 시와 마케돈스키브로드 시, 동쪽으로는 스투데니차니 시와 접한다.